# العراق (الكرك)
تقع قرية العراق في المملكة الأردنية الهاشمية بمحافظة الكرك وتتبع في تنظيمها الإداري للواء المزار الجنوبي. تقع على مسافة 8 كيلومترات إلى الغرب من مدينة مؤتة.

## معنى كلمة عراق
تعني لفظة عراق، مما تعنيه بالعربيّة، الكهوف والجروف في الجبال وهو وصف مطابق لجغرافية المنطقة، ويرد هذه الاستخدام بغير موضع جغرافي في المنطقة كعراق الدب في عجلون وعراق الأمير في وادي السير.

## موقعها
يمتاز الموقع بوجود تل أثري، تظهر على قمته وسفوحه آثار لجدران أثرية وتتناثر عليه آثار لفخار من مختلف الحقب.
دلت المسوحات التي تمت على وجود تعاقب لاستقرار من العصور: البرونزي الوسيط، النبطية، الرومانية، البيزنطية، والإسلامية وبخاصة الأموية والفاطمية. في الفترة العثمانية أصبح الموقع ذو أهمية فقد رفع لمستوى ناحية فأقيم حول التل عدة مباني منها ما كان لمدير الناحية ومنها ما كان كمقر للجيش التركي ومنه تشكلت نواة القرية الحالية.

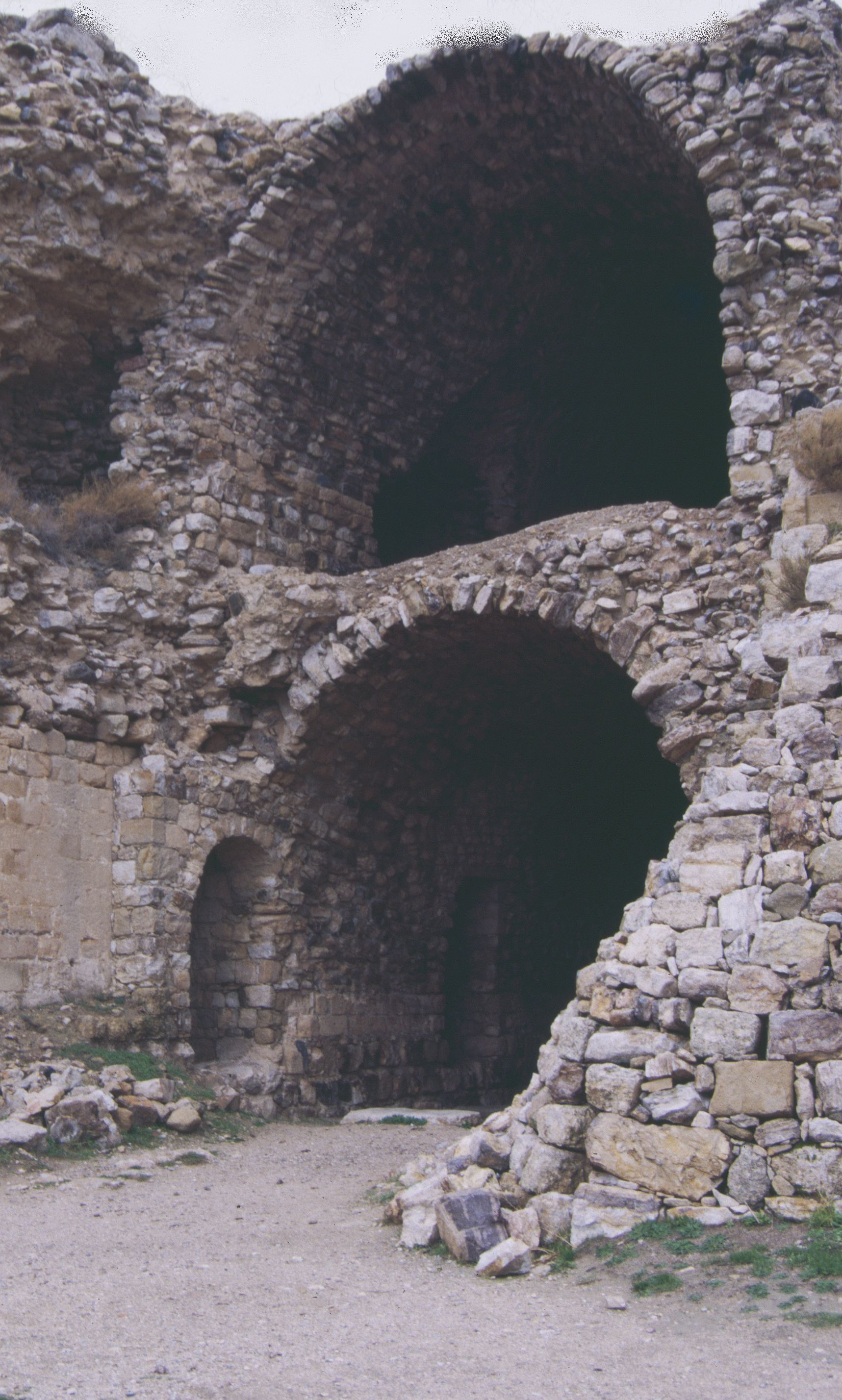
الصورة توضح أحد الكهوف الموجودة في محافظة الكرك التي تأكد على سبب تسمية المنطقة